# Rejon Dubosary (Mołdawia)

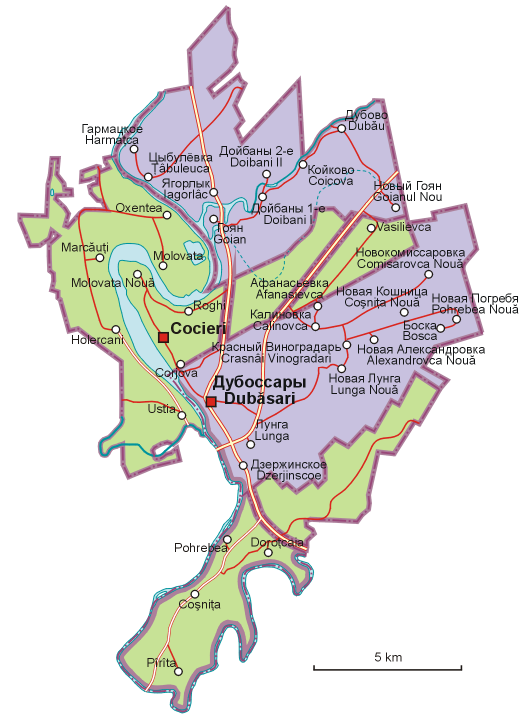
Mapa mołdawskiego Rejonu Dubosary (część zielona) i naddniestrzańskego Rejonu Dubosary (część fioletowa)

Rejon Dubosary (org. Dubăsari) – rejon administracyjny Mołdawii położony we wschodniej części kraju po obu stronach Dniestru. 
Rejon został utworzony przez władze mołdawskie wskutek wojny secesyjnej Naddniestrza w 1992. Władze naddniestrzańskie uznają jednak, że całość terenów lewobrzeżnych Dniestru wchodzi w skład Naddniestrza i istniejącego w jego granicach identycznie nazwanego rejonu Dubosary. 
Tereny rejonu obejmują 14 miejscowości i gruntów do nich przynależnych znajdujących się w trzech strefach. 
Strefa leżąca na lewym brzegu Dniestru na północ od Dubosar obejmuje wsie Corjova, Cocieri, Roghi i Molovata Nouă leżące nad Dniestrem oraz wieś Vasilievca leżącą przy granicy z Ukrainą. Strefa ta rozcina terytorium Naddniestrza na dwie części, jednak władze naddniestrzańskie kontrolują w niej dwie główne drogi: drogę z Tyraspola do Rybnicy oraz drogę międzynarodową E584 przecinającą w poprzek Naddniestrze. 
Druga strefa leżąca na lewym brzegu Dniestru znajduje się na południe od Dubosar i obejmuje wsie Coșnița, Pohrebea, Pîrîta i Doroțcaia leżące nad Dniestrem oraz tereny wbijające się klinem w głąb Naddniestrza, oddzielone od tych wsi kontrolowaną przez władze naddniestrzańskie drogą Tyraspol-Rybnica. Obydwie strefy władze naddniestrzańskie, pomimo że nie sprawują nad nimi kontroli, traktują jako część naddniestrzańskiego Rejonu Dubosary. 
Trzecia strefa rejonu Dubosary znajduje się na prawym brzegu Dniestru i obejmuje 5 wsi: Holercani, Marcăuți, Molovata, Oxentea i Ustia.

## Demografia
Liczba ludności w poszczególnych latach:
| 1959   | 1970   | 1979   | 1989   | 2004   | 2014   |
| ------ | ------ | ------ | ------ | ------ | ------ |
| 31 281 | 31 812 | 31 141 | 31 447 | 34 015 | 35 200 |